# SMILE (徳永英明の曲)
「SMILE」（スマイル）は1996年11月25日に発売された德永英明22枚目のシングル。

## 解説
前作「ROUGH DIAMOND」から4ヵ月ぶりのシングル。

## 収録曲
全曲　作曲：德永英明
1. SMILE
作詞：德永英明・島谷美衣
補作詞：山田ひろし　編曲：門倉聡
2. ALL MY LOVE
作詞：篠原仁志　編曲：国吉良一
3. SMILE（NO VOCAL EDITION）

## 主な収録アルバム
- bless
- シングルコレクション (1992〜1997)
- SINGLES BEST